# József Kiprich
József Kiprich (Tatabánya, 6 de setembro de 1963) é um treinador e ex-futebolista húngaro que atuou pela seleção de seu país na Copa do Mundo de 1986. 